# Azores Airlines

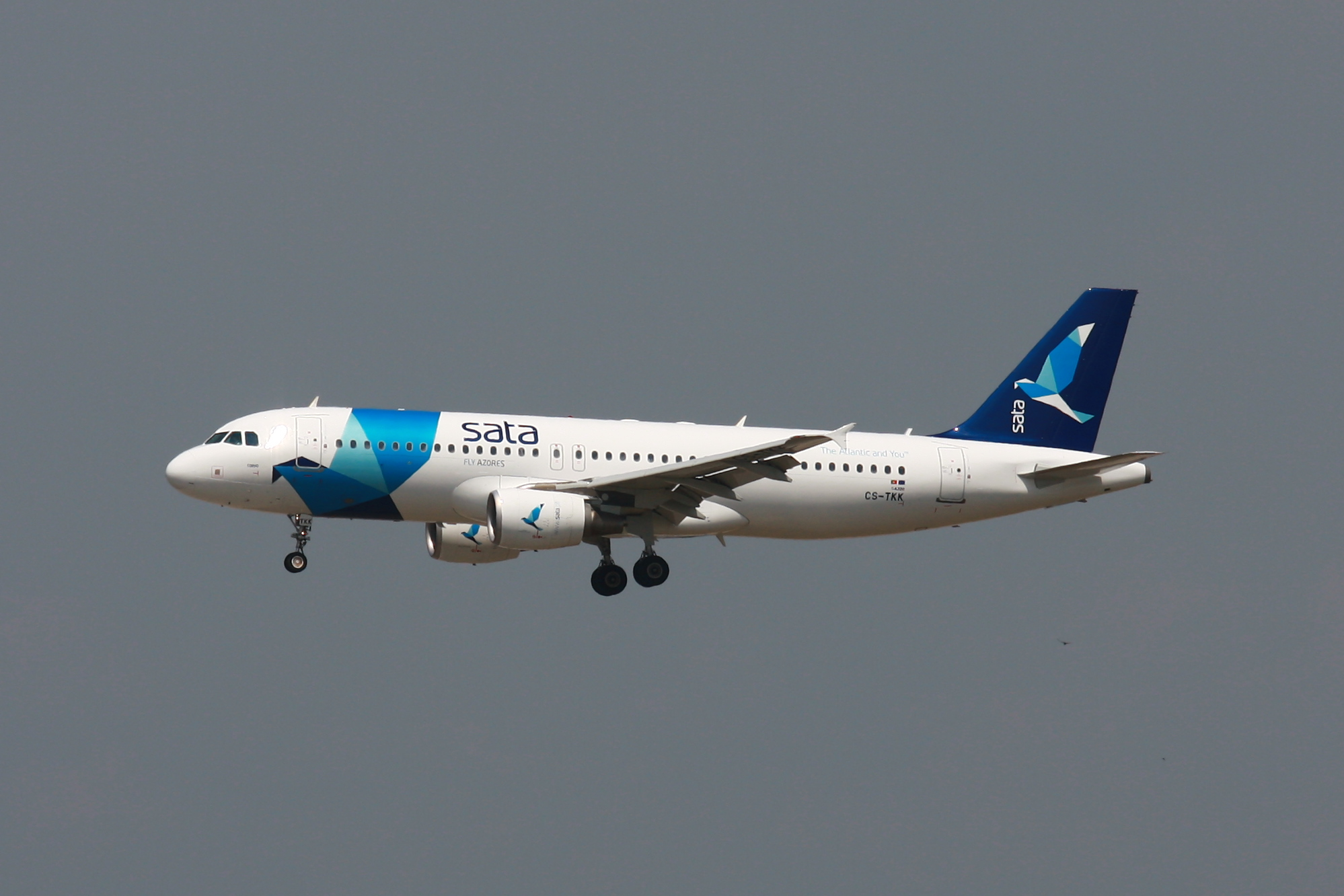
Airbus A320-214 авіакомпанії SATA International

Azores Airlines, раніше відома як SATA Internacional E Serviços Transportes Aéreos, або SATA International, — португальська авіакомпанія зі штаб-квартирою в Понта-Делгада (острів Сан-Мігел, Азорські острови), що здійснює регулярні та чартерні пасажирські перевезення на острів Мадейра, континентальну частину Португалії, Європу, Північну Америку.
Портом приписки авіакомпанії є Аеропорт імені Івана Павла II в Понта-Делгада.

## Історія
Авіакомпанія OceanAir була утворена у грудні 1990 року і в наступному році отримала сертифікат експлуатанта з дозволом на виконання чартерних пасажирських перевезень. У 1994 році у зв'язку з фінансовою нестабільністю компанії OceanAir призупинила свою діяльність, а через короткий час її основним акціонером (потім і повноправним власником) стала португальська авіакомпанія SATA Air Açores. 20 лютого 1998 року OceanAir змінила свою офіційну назву на SATA International і відновила операційну діяльність 8 квітня того ж року.
Після придбання авіакомпанією SATA Air Açores 100 % акцій SATA International в останню були передані регулярні міжнародні маршрути з Понта-Делгада у Лісабон, Порту і на острів Мадейра. В даний час SATA International працює на декількох трансатлантичних таких напрямках, як регулярні рейси з Фару в Торонто і інші. Авіаперевізнику належать дві компанії-туроператора в Північній Америці: SATA Express в Канаді і Azores Express в Сполучених Штатах Америки.

## Лівреї
У передній частині літака над першими ілюмінаторами біла частина фюзеляжу зі стилізованим назвою «SATA Internacional» переходить в частину блакитного океану. Хвіст літака пофарбований у синій колір із зображенням офіційного логотипу авіакомпанії.
У 2009 році В парку авіакомпанії з'явився літак Airbus A320-214 (реєстраційний номер CS-TKO) в особливій лівреї. Лайнер носить назву «Diáspora», його лівреї несе три літери скорочення «ВІА», що означає об'єднання дев'яти Азорських островів під єдине управління.

## Авіаподії і нещасні випадки
- 4 серпня 2009 року. Літак Airbus A320-214 (реєстраційний номер CS-TKO), який прямував регулярним рейсом 129 допустив грубу посадку в Міжнародному аеропорту Понта-Делгада, в результаті чого основних стійок шасі лайнера був нанесений значний збиток. Постраждалих в результаті інциденту не було. Існують непідтверджені дані про те, що вертикальна швидкість зниження літака при заході на посадку досягала 4,6 G[3][4]. Після ремонту літак продовжив роботу на регулярних маршрутах з грудня 2009 року[5].